# أدريانا غونزاليس بينياس
أدريانا غونزاليس بينياس (بالإسبانية: Adriana González Peñas)‏ مواليد 30 مارس 1986 في أولوت، إسبانيا، هي لاعبة كرة مضرب إسبانية بدأت مسيرتها كمحترفة سنة 2001 تلعب باليد اليمنى. هي إحدى بطلات الجراند سلام. أعلى تصنيف لها في الفردي كان المركز الـ 328 في سنة 2003. أعلى تصنيف لها في الزوجي كان المركز الـ 313 في سنة 2005.

## بطولات حققتها
- دورة رولان غاروس الدولية

## روابط خارجية
- أدريانا غونزاليس بينياس على موقع رابطة محترفات التنس (الإنجليزية)
- أدريانا غونزاليس بينياس على موقع الاتحاد الدولي لكرة المضرب (الإنجليزية)